# Agalychnis spurrelli
La rana deslizadora (Agalychnis spurrelli) o rana del Chocó es una especie de anfibio anuro perteneciente a la familia Hylidae. Se distribuye extensamente en las tierras bajas húmedas y las porciones más bajas de zonas de Costa Rica del sudeste y al sudoeste, a través de Panamá y de las tierras bajas pacíficas de Colombia hasta el noroeste de Ecuador. Esta especie es muy poco visible debido a sus hábitos arbóreos. 

## Hábitat
Se trata de una especie nocturna de bosque húmedo imperturbado de la tierra baja. La crianza explosiva ocurre en piscinas temporales de lluvia sin peces que siguen, o durante, las fuertes lluvias. Depositan los huevos en el haz de las hojas.

## Amenazas
Se encuentra amenazada debido a la tala de árboles para desarrollo agrícola, cosechas ilegales, registro y establecimiento humano, y contaminación resultando del rociado de cultivos ilegales. Los lugares conocidos en Ecuador están haciendo frente a la presión humana considerable. Han encontrado a los especímenes del museo de esta especie infectados con la quitridiomicosis, pero el impacto actual de este patógeno en la especie no se sabe (porque es una especie de la tierra baja, el impacto es poco probable sea serio).